# Nilpferdpeitsche

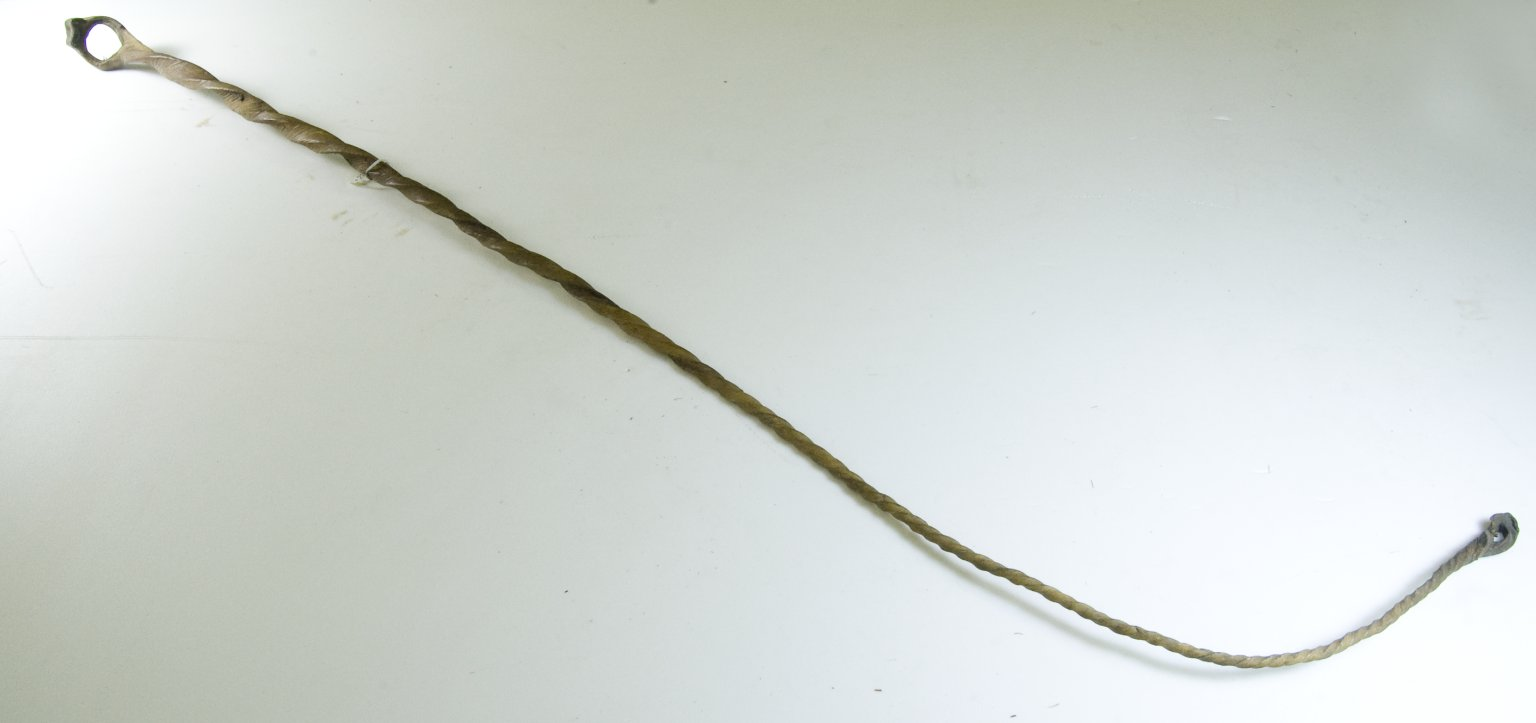
Chicotte aus Nashornhaut vor 1922

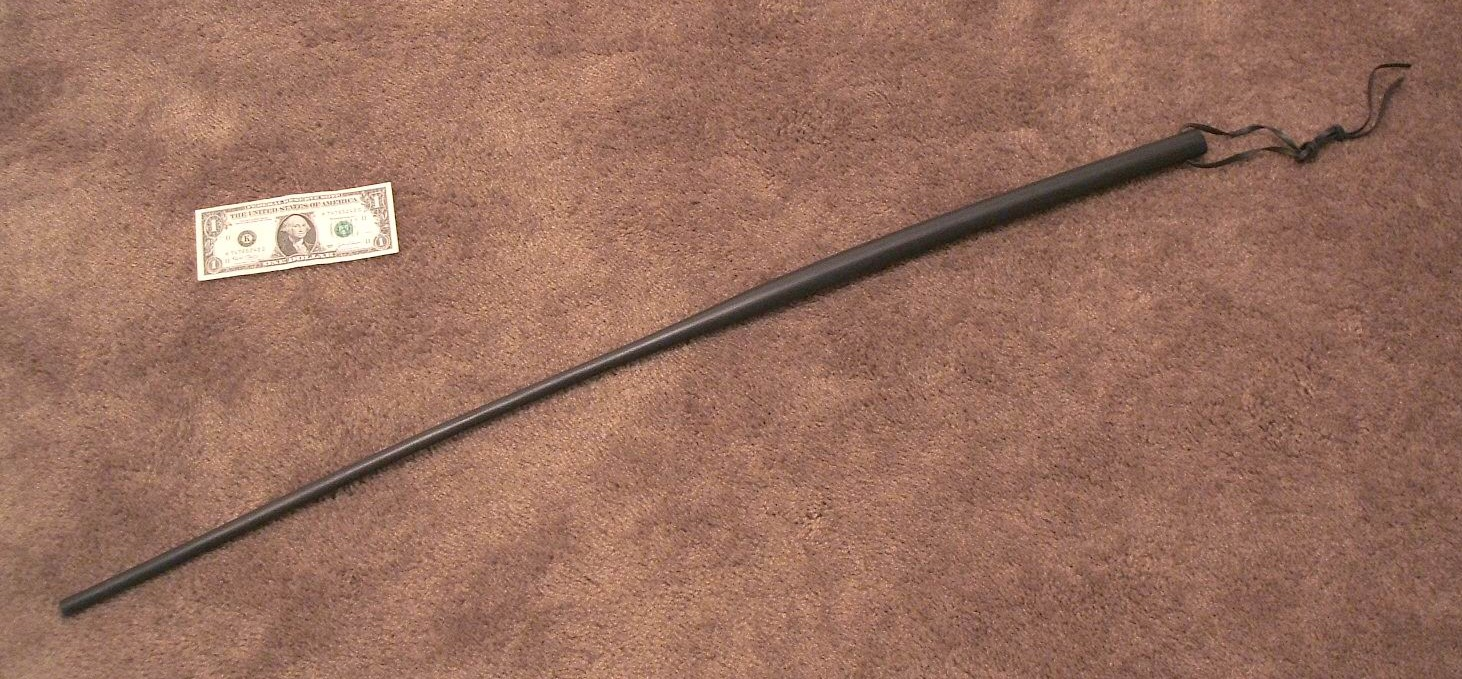
Sjambok aus Kunststoff

Die originalen Nilpferdpeitschen, je nach Region auch Sjambok (Südafrika), Chicotte (Kongo) oder Kiboko (Ostafrika) genannt, wurden aus Flusspferd- oder Nashornhaut hergestellt, weil diese sehr strapazierfähig ist. Aufgrund des Artenschutzes und aus Preisgründen wird jedoch mittlerweile oftmals harter, elastischer Kunststoff verwendet.
Von Dompteuren wird bevorzugt die elastische Variante mit bis zu 7 Metern Länge verwendet. An der Spitze befindet sich ein kleiner Lederball. Dieser verstärkt die von der Peitsche angewandte Kraft und wurde besonders zur Elefanten-Dressur benutzt.
Die Nilpferdpeitsche (Swahili: kiboko = Nilpferd) wurde u. a. in den deutschen Kolonien zur Durchführung der Prügelstrafe eingesetzt. Auch während der Kongogräuel der Belgier wurde die Chicotte eingesetzt.